# Hochzeitshaus (Alsfeld)

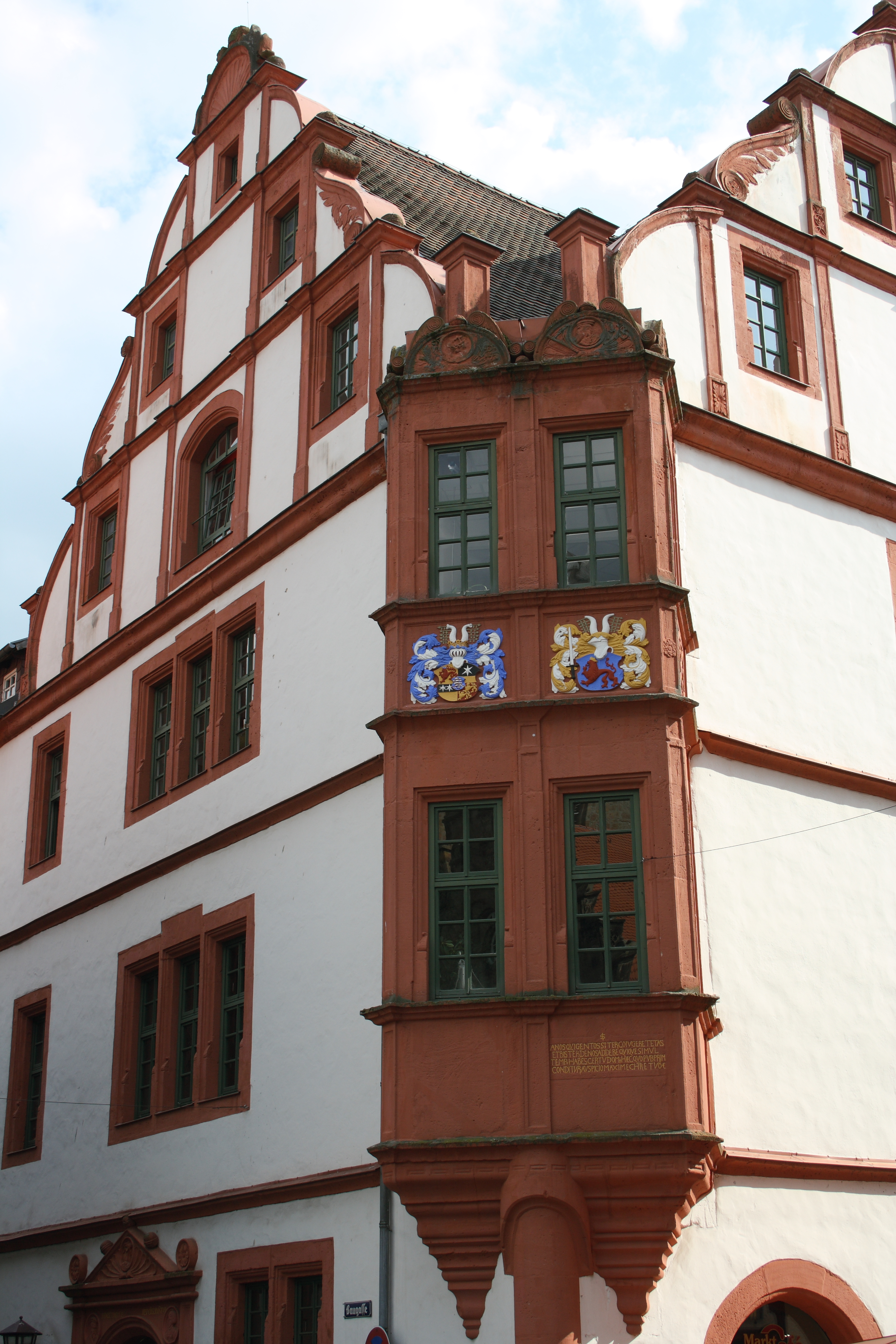
Erker zum Marktplatz

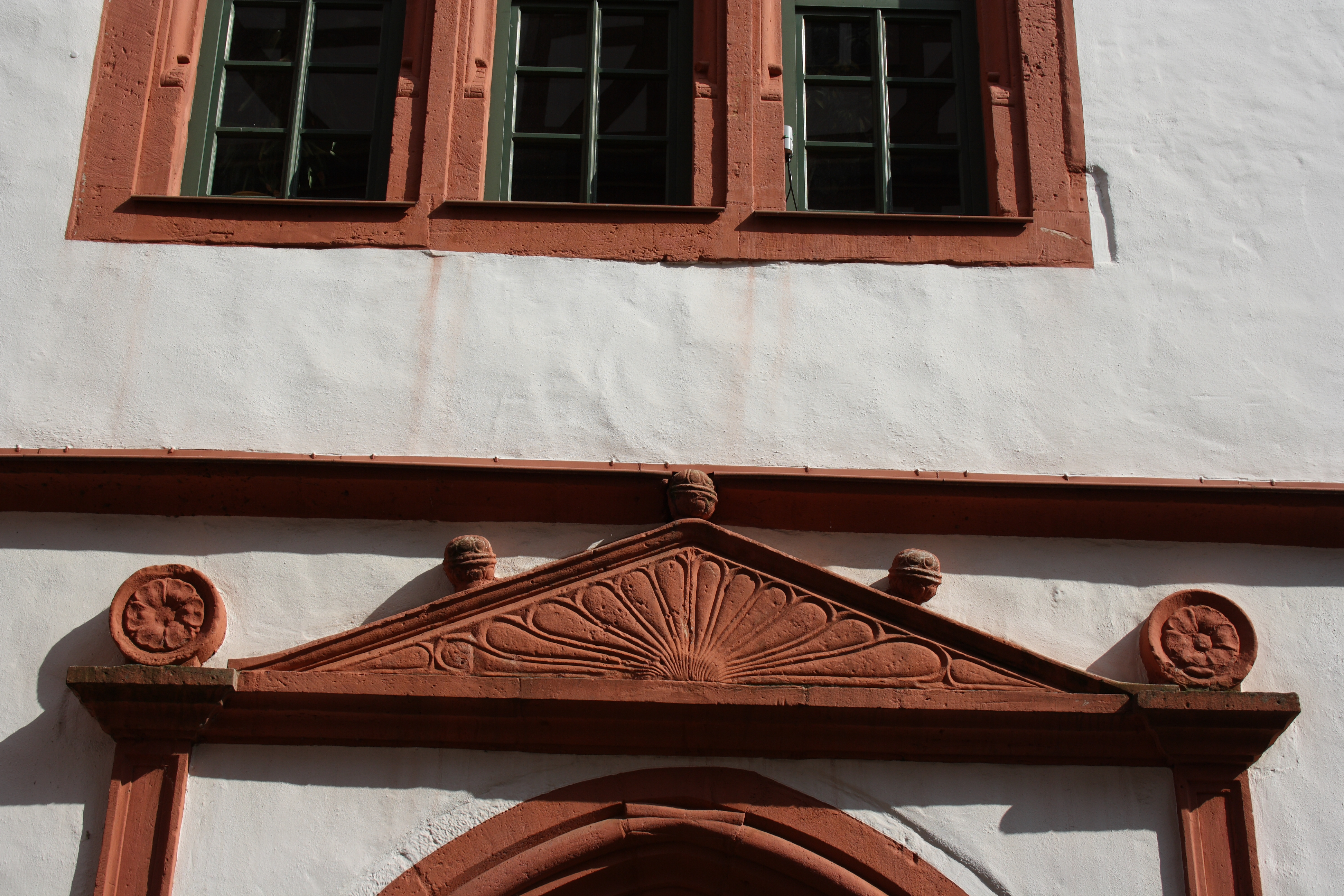
Dreiecksgiebel über dem Portal

Das Hochzeitshaus in Alsfeld, einer Stadt im Vogelsbergkreis in Hessen, wurde zwischen 1564 und 1571 errichtet. Das Gebäude Markt 7 ist ein geschütztes Kulturdenkmal am Markt.

## Beschreibung
Das Hochzeitshaus entstand als zweites steinernes Gebäude am Marktplatz und bildet mit dem Rathaus und dem Weinhaus eine Trilogie. Die Stockwerke des dreigeschossigen Gebäudes werden durch kräftige, durchlaufende Gesimse getrennt. Die Fenster sind in Gruppen zu zwei oder drei Öffnungen zusammengefasst. Die Giebelfenster werden durch Pilaster in hohe Rechteckfelder geteilt. Das Renaissancebauwerk, nach Plänen des Baumeisters Hans Meurer errichtet, stößt mit seinem zweigeschossigen Eckerker an den Marktplatz. Dieser mit zwei Wappen geschmückte Erker dient als Blickfang, denn die Schmuckgiebel mit geschweiften Profilen und der Muschel als oberer Abschluss sind zu den Seitengassen ausgerichtet. Die Wände der Obergeschosse sind schmucklos, nur die Portale sind reich mit Pilastern und flachen Dreiecksgiebeln geschmückt. Die Obergeschosse sind durch eine steinerne Wendeltreppe erreichbar. Äußerlich wurde das Gebäude bei der Sanierung 1976 wieder verputzt.

## Nutzung
Das Gebäude wurde in Zeiten eines emanzipierenden Bürgertums als Fest- und Tanzhaus errichtet, es diente jedoch auch anderen Nutzungen, so etwa die Bürgeraufnahme, Meisterprüfungen, Wahlen und Eheschließungen, so dass sich der Name Hochzeitshaus für das Gebäude durchsetzte. Die Bewirtung fand vom Weinhaus aus statt. Das Erdgeschoss diente anfangs den Metzgern als Fleischschirn.
Während des Dreißigjährigen Kriegs und während des Siebenjährigen Kriegs wurde das Gebäude u. a. 1622 von den Truppen von Christian von Braunschweig für die Unterbringung von Truppen genutzt. Auch andere Heere hausten in dem Gebäude und verursachten Schäden, die anschließend von der Stadt behoben werden mussten. 1761 diente es als englisches Lazarett, 1791 während des Koalitionskriegs wurde es von Franzosen belegt.
Eine Umwandlung zu einer Wohnung für den fürstlichen Rat Bender wurde 1783 von der Stadt abgelehnt, da diverse öffentliche Nutzungen fortan nicht mehr möglich wären. 1809 bis 1836 vermietete die Stadt das Erdgeschoss als Salzlager, was zu Schäden an den Sandsteinarbeiten führte, anschließend war es eine Fruchthalle und der Keller ein Bierlager. Für 62 Jahre diente es bis 1976 als Standort des städtischen Museums. Anschließend wurde es saniert, das Erdgeschoss dient seitdem als Café, im 1. Stock wurde der Tanzsaal wiederhergestellt, darüber befindet sich das städtische Bauamt.